# Abatere standard

Graficul distribuției normale (curbă Gauss), unde fiecare bandă reprezintă o abatere de la distribuția normală

În statistică și teoria probabilităților, abaterea standard a unei variabile aleatoare reprezintă o măsură de apreciere a dispersiei valorilor acesteia în raport cu valoarea medie a variabilei.
Se mai numește și abatere medie pătratică, după propunerea lui Isidore Didion (1848/49).

## Definiție
Fie Xo variabilă aleatorie cu valoarea medie μ:
{\displaystyle \operatorname {E} [X]=\mu \,\!}
Aici, operatorul E indică valoarea medie (estimată) a lui X. Atunci abaterea standard a lui X este mărimea
{\displaystyle \sigma ={\sqrt {\operatorname {E} \left[(X-\mu )^{2}\right]}}.}
Abaterea standard σ este rădăcina pătrată a valorii medii a lui (X − μ)2.

## Exemplu

### Abaterea standard de selecție pentru lățimea petalelor a trei tipuri de flori
Utilizând setul de date Iris format din 150 de cazuri (rânduri) și 5 variabile (coloane), se vor extrage doar utimele două variabile care reprezintă lățimea petalelor (Lățimea.Petalei) și specia din care face parte floarea (Specia). Fiecare specie conține un număr de 50 de flori asupra cărora s-au efectuat patru tipuri de măsurători, rezultatul fiind exprimat în centimetri. Tabelul de mai jos prezintă primele cinci înregistrări din fiecare specie.
| Specia | Lățimea.Petalei |  | Specia     | Lățimea.Petalei |  | Specia | Lățimea.Petalei |
| setosa | 0.2             |  | versicolor | 1.4             |  | viorea | 2.5             |
| setosa | 0.2             |  | versicolor | 1.5             |  | viorea | 1.9             |
| setosa | 0.2             |  | versicolor | 1.5             |  | viorea | 2.1             |
| setosa | 0.2             |  | versicolor | 1.3             |  | viorea | 1.8             |
| setosa | 0.2             |  | versicolor | 1.5             |  | viorea | 2.2             |

Abaterea standard de selecție a lățimii petalelor se calculează utilizând formula:
{\displaystyle s={\sqrt {\frac {\textstyle \sum _{i=1}^{N}(x_{i}-{\bar {x}})^{2}\displaystyle }{N-1}}},}
unde, {\displaystyle \{{x_{1},x_{2},...,x_{N}}\}} sunt valorile observate ale selecției, {\displaystyle {\bar {x}}} reprezintă media valorilor observate, iar {\displaystyle N} reprezintă numărul de observații din selecție.
În cadrul formulei abaterii standard de selecție, pentru acest exemplu, numărătorul reprezintă suma abaterilor pătratice a lățimii fiecărei petale de la lățimea medie a petalelor. Tabelul următor arată modul de calculare smei abaterilor pătratice pentru florile din specia viorea. Astfel suma abaterilor pătratice este 3.692.  
| Floarea | Specia  | Lățimea.Petalei | Media                        | Diferența de la medie        | Diferența pătratică de la medie |
| 1       | viorea  | 2.5             | 2.026                        | 0.474                        | 0.224676                        |
| 2       | viorea  | 1.9             | 2.026                        | -0.126                       | 0.015876                        |
| 3       | viorea  | 2.1             | 2.026                        | 0.074                        | 0.005476                        |
| 4       | viorea  | 1.8             | 2.026                        | -0.226                       | 0.051076                        |
| 5       | viorea  | 2.2             | 2.026                        | 0.174                        | 0.030276                        |
| ...     | ...     | ...             | ...                          | ...                          | ...                             |
|         |         |                 |                              |                              |                                 |
|         | Media = | 2.026           | Suma diferențelor pătratice= | Suma diferențelor pătratice= | 3.6962                          |

Numitorul din formula abaterii standard de selecție este {\displaystyle N-1}, unde {\displaystyle N} este numărul de flori. În exemplu sunt 50 de flori, astfel numitorul are valoare {\displaystyle 50-1=49}. Astfel abaterea standard a lățimii petalelor este:
{\displaystyle s={\sqrt {\frac {\textstyle \sum _{i=1}^{N}(x_{i}-{\bar {x}})^{2}\displaystyle }{N-1}}}={\sqrt {\frac {3.6962}{49}}}=0.2746}
Interpretarea abaterii standard pentru această selecție arată că lățimea unei petale se abate de la medie, în medie cu 0.2746 centimetri.  
În cazul legii de repartiție normală, un binecunoscut rezultat stabilește că, cu o probabilitate foarte mare (aproximativ 0,9974), valorile variabilei se găsesc într-un interval de lungime egală cu șase abateri standard, având centrul în valoarea medie M(X).

## Aplicații

### Finanțe
În finanțe, abaterea standard este folosită pentru a măsura riscul asociat variațiile prețului unui bun anume (active financiare, titluri de stat, proprietăți) sau al unui portofoliu de bunuri. Riscul este un aspect important în gestionarea eficientă a unui portofoliu de investiții deoarece determină variația în rentabilitatea unui bun sau a unui portofoliu și oferă investitorilor un model matematic pentru decizii financiare (cunoscut ca teoria modernă a portofoliilor).